# Ексилес
Ексилес (итал. Exilles) је насеље у Италији у округу Торино, региону Пијемонт.
Према процени из 2011. у насељу је живело 139 становника. Насеље се налази на надморској висини од 881 м.

## Становништво
| 1936. | 1951. | 1961. | 1971. | 1981. | 1991. | 2001. | 2011. |
| ----- | ----- | ----- | ----- | ----- | ----- | ----- | ----- |
| 1.089 | 778   | 653   | 477   | 356   | 261   | 284   | 266   |